# Shisa

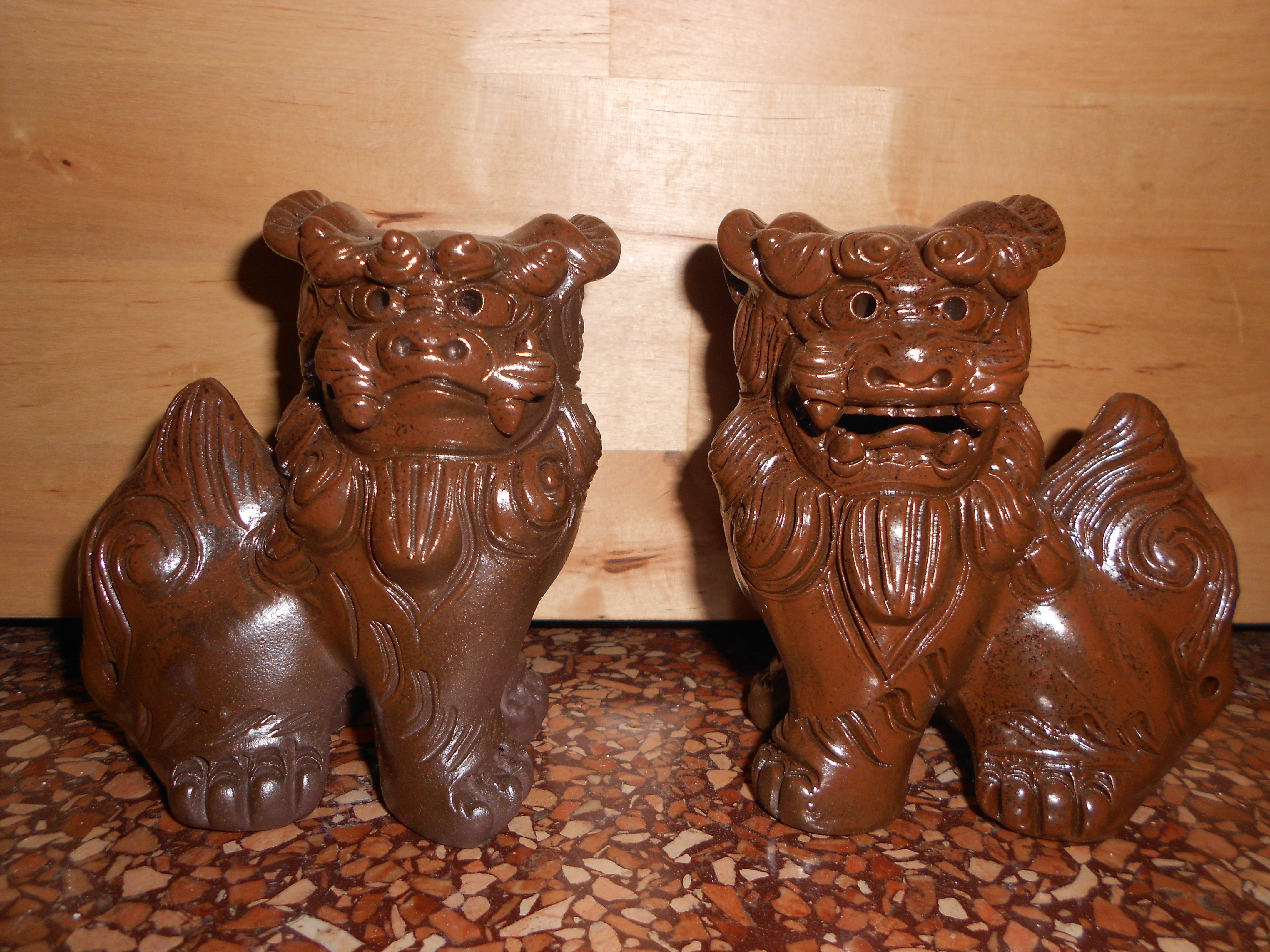
Shisa

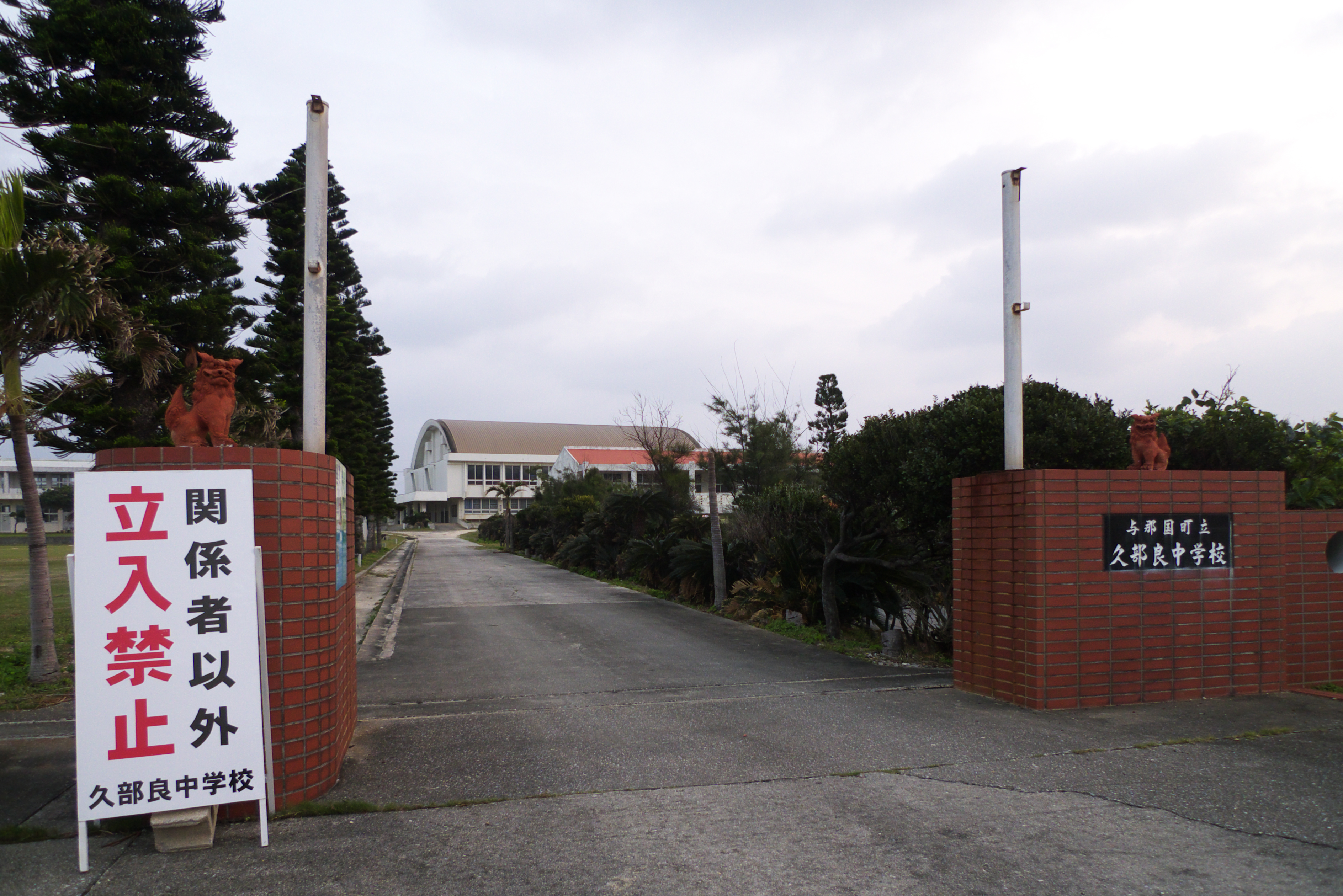
Okinawa

Shisa é um leão ou dragão de origem chinesa, usado como um amuleto ou carranca, na província de Okinawa, ao extremo sul do Japão. 
Geralmente colocavam-se dois nos telhados das casas para protegê-las, um de boca aberta (macho) e outro de boca fechada (fêmea).
Acredita-se que Shisa proteja a casa dos acidentes naturais.
A cultura de colocar Shisa sobre os telhados deu origem pelo fato de haver muitos casos de tufões, o que explica a estrutura das casas de pedra e concreto, com telhado afixado nas paredes e janelas bem protegidas, diferente do resto do Japão.